# Обсерваторія Генрі Дрейпера
Обсерваторія Генрі Дрейпера (англ. Henry Draper Observatory), також відома як Котедж Дрейпера (англ. Draper Cottage) — історичний будинок і краєзнавчий музей у парку Дрейпера біля траси US 9 у селищі Гастінгс-он-Гадсон, штат Нью-Йорк, США. Його ядром є астрономічна обсерваторія, побудована приблизно в 1860 році для Генрі Дрейпера (1837—1882). Саме тут він увійшов в історію астрофотографії, зробивши в 1863 році деякі з перших фотографій Місяця за допомогою телескопа.
Будинок був оголошений національною історичною пам'яткою в 1975 році через помилкову думку, що будівля була резиденцією батька Генрі Дрейпера, Джона Вільяма Дрейпера (1811—1882). Старший Дрейпер був відомим вченим, найбільш знаменитим завдяки вдосконаленням, які він вніс у процес фотографування дагеротипії. Він був активним у різних галузях науки, представником останнього покоління науковців-універсалів.
Генрі Дрейпером розширив обсерваторію, добудувавши другий купол. Після його смерті обсерваторія перейшла його сестрі Антонії Дрейпер Діксон. Другий купол був знищений пожежею в 1905 році, але був відновлений Діксон. У 1912 році Діксон перебудувала будівлю для використання в якості її резиденції, і вона залишалася її домом до її смерті в 1923 році. Будівля та навколишній парк Генрі Дрейпера після тривалих дебатів та юридичних суперечок перейшли до села Гастінгс-он-Гадзон із умовою використання будівлі як музею. Зараз тут розташоване місцеве історичне товариство.